# 2000ギニートライアルステークス
2000ギニートライアルステークス（2000 Guineas Trial Stakes）はイギリスで行われていた競馬の競走。
2000ギニーの前哨戦として、1986年まで行われていた。当時の格付けはG3。

## 概要
2000ギニートライアルステークスは3歳牡馬の重賞でG3に格付けされていた。7ハロン（約1408メートル）で、毎年4月前半に行われていた。
かつて、この競走は2000ギニーの有力な前哨戦として知られていた。過去の勝馬・出走馬には、ペティション、グレイソヴリン、タルヤー、サーアイヴァー、ザミンストレルなどの名競走馬・名種牡馬が並んでいる。また、1970年代から、1980年代にかけて、この競走の優勝馬がしばしば日本へ種牡馬として輸入されている。

## 歴史

### ヘンリー8世ステークス
1950年代にロンドン近郊のハーストパーク競馬場（Hurst Park Racecourse）で行われていたヘンリー8世ステークス（Henry VIII Stakes）が、本競走のルーツとされる。この競走はハーストパーク競馬場の目玉競走で、4月に3歳牡馬を集めて1000ソヴリンの賞金を出していた。
ヘンリー8世ステークスの過去の上位馬には、ペティション、タルヤー、グレイソヴリン、サヤジラオ (Sayajirao)などの名が残る。

### アスコット2000ギニートライアル
1968年4月5日のアスコット競馬場で行われた「アスコット2000ギニートライアルステークス（The Ascot 2000 Guineas Trial Stakes）」にはエリザベス女王も臨席して行われ、サーアイヴァーが勝った。
アスコット2000ギニートライアルは、1971年にヨーロッパでグループ制が導入されると、G3に格付され、1977年までアスコットkeiba上で行われた。1978年はニューマーケット競馬場で「アスコット2000ギニートライアルステークス」の名称のまま代替開催された。

### ソールズベリー2000ギニートライアル
2000ギニートライアルステークスは、翌1979年にソールズベリー競馬場へ移転した。
なお、ソールズベリー競馬場では1950年代にも「ソールズベリー2000ギニートライアルステークス」が行われた記録がある。
ソールズベリー競馬場での2000ギニートライアルステークスは1986年まで行われたが、その年を最後に廃止された。

## 記録

### 最多勝騎手
- グレヴィル・スターキー（en:Greville Starkey） - 5勝。1981年、1982年、1983年、1984年、1986年

### 最多勝調教師
- ガイ・ハーウッド調教師（en:Guy Harwood） - 5勝。1981年、1982年、1983年、1984年、1986年

### 歴代勝馬
※＊印は日本輸入馬。国際競走出走のための一時的なものも含む。
- 1968: Sir Ivor
- 1969: Ribofilio
- 1970: Pithiviers
- 1971: Good Bond
- 1972: Grey Mirage
- 1973: Midsummer Star
- 1974: ＊ハバット
- 1975: 中止
- 1976: Relkino
- 1977: The Minstrel
- 1978: Derrylin
- 1979: Lake City
- 1980: Poyle Crusher
- 1981: ＊レシテイション
- 1982: Hays
- 1983: Proclaim
- 1984: ＊ルション
- 1985: ＊リドヘイム
- 1986: Zahdam

## 備考・その他

### さまざまな「2000ギニートライアル」
「2000ギニートライアル」という表現は「2000ギニーの前哨戦」という意味で、より広く使われる場合がある。
なお、イギリス以外の「2000ギニートライアル」には次のようなものがある。
- アイルランド - レパーズタウン2000ギニートライアル（Leopardstown 2,000 Guineas Trial Stakes）
- UAE - UAE2000ギニーの前哨戦、UAE2000ギニートライアル[8]
- 日本 - 弥生賞ディープインパクト記念[9]、スプリングステークス[10]:クラシック三冠戦の1戦目皐月賞のトライアル競走。JRAは海外向けには弥生賞ディープインパクト記念を「2000ギニートライアル」と紹介している。イギリスのブックメーカーはスプリングステークスを2000ギニートライアルとしている。

### 各回結果
- Galopp-Sieger Ascot 2000 Guineas Trial Stakes2014年5月1日閲覧。